# Sord M-100ACE
Sord M-100ACE (M-100ACE) је био професионални рачунар фирме Sord који је почео да се производи у Јапану од 1978. године.
Користио је Z80 као микропроцесор. RAM меморија рачунара је имала капацитет од 32 KB. 
Као оперативни систем кориштен је Sord O.S..

## Детаљни подаци
Детаљнији подаци о рачунару M-100ACE су дати у табели испод.
|                       |                                                  |
| [ 1 ]                 |                                                  |
| Произвођач            |                                                  |
| Тип                   | професионални рачунар                            |
| Меморија              | 32 KB                                            |
| Поријекло             | Јапан                                            |
| Година                | 1978                                             |
| Тастатура             | Пуни помак 75 тастера са нумеричком тастатуром   |
| Процесор              |                                                  |
| Фреквенција процесора | 2 .                                              |
| RAM                   | 32 KB                                            |
| ROM                   | 4 KB                                             |
| Текст                 | 80 знакова x 25 линија                           |
| Графика               | 256 x 64 тачака (са опционом графичком картицом) |
| Боја                  | 8                                                |
| Звук                  | уграђени звучник                                 |
| Димензије             | 52 (ширина) x 58 (дубина) x 11 (висина)          |
| Портови               |                                                  |
| Оперативни систем     |                                                  |